# غابة شجرية

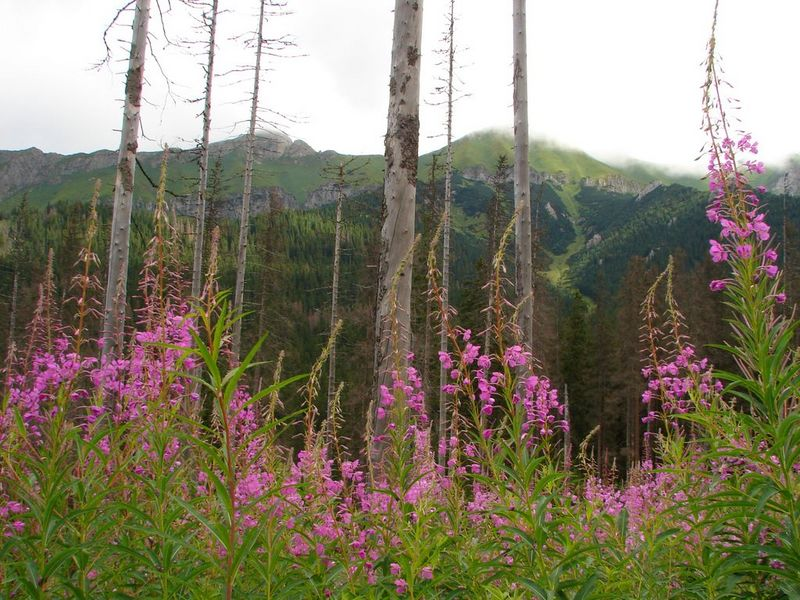
الأراضي الخشبية في Belianske Tatras في سلوفاكيا.

الأراضي الخشبية (بالإنكليزية:Woodland) أو الأحراش  هي غابة قليلة الكثافة تشكل مواطن مفتوحة مع ظلال خفيفة والكثير من ضوء الشمس.يمكن أن تحوي الأراضي الخشبية على طبقة من شجيرات و النباتات العشبية ومن ضمنها العشب. يمكن أن تشهد الأراضي الخشبية تحولاً من الأراضي الأشجار القمئية تحت ظروف جافة أو خلال المراحل الأولية من التعاقب الأولي أو التعاقب الثاني. المناطق الأكثر كثافة من الأشجار والتي تشكل ظلة مغلقة والتي توفر اتصال كثيف وقريب لتعطي ظلال يشار إليها في هذه الحالة بالغابات.
عمل المحافظون على البيئة بجد لبقاء الأراضي الخشبية، لأن الناس تدمر المواطن للحيوانات واستخدامها كمواد لبناء المنازل. على سبيل المثال، الأراضي الخشبية في شمال الشرقي في إنديانا تم حمايتها كجزء من كثبان إنديانا.
اسُتخدمت الأراضي الخشبية في إدارة الغابات البريطانية لإنشاء تحول شجري في المناطق التي تنمو طبيعياً والتي تُدار بعد ذلك، بينما تستخدم الغابة في الجزر البريطانية لوصف المزرعة الواسعة، عادة لتكون أكثر شمولاً، أو غابات للصيد، حيث تستخدم الأرض في إطار قانوني ويمكن أن لا يوجد فيها أخشاب على الإطلاق. استخدم مصطلح الغابة القديمة البريطاني في الحفاظ على البيئة وللإشارة إلى أي أرض خشبية موجودة منذ عام 1600، وعادة (لكن ليس دائما) لألاف السنين، منذ عصر الجليدي الأخير.